# Marthe La Perrière
Marthe La Perrière, née Barbot, née en 1605 à Alençon où elle est morte le 12 janvier 1677, est l’inventrice du « point d’Alençon », joyau de la dentelle d'Alençon.

## Biographie
Veuve de Michel Mercier sieur de la Perrière, chirurgien à Alençon, Marthe Barbot, qui créa vers 1650 ce qu’on appelait alors le vélin ou point d’Alençon, c’est-à-dire une imitation du point de Venise dont cette ville avait en quelque sorte le monopole.
Les apprenties que forma Marthe La Perrière, qui était huguenote, devinrent les premières ouvrières des manufactures de point de France que Colbert établit ensuite à Alençon où l’on ne faisait jusque-là que du point de coupé.
La Révocation tua, comme beaucoup d’autres, cette industrie d’art destinée à faire concurrence à celle de Venise, qui était presque exclusivement entre les mains des protestants : « En 1686, près de 4 000 réformés travaillaient aux dentelles d’Alençon ; tous s’enfuirent et passèrent en Hollande et en Angleterre avec leurs effets qui consistaient uniquement en argent et marchandises qu’ils ont vendues ».